# شتویدن
شتویدن (به آلمانی: Steuden) یک منطقهٔ مسکونی در آلمان است که در Teutschenthal واقع شده‌است. شتویدن ۹۵۵ نفر جمعیت دارد.